# Il terrore sul mondo
Il terrore sul mondo (The Creature Walks Among Us) è un film horror del 1956 diretto da John Sherwood.
È il capitolo conclusivo della saga iniziata nel 1954 con Il mostro della laguna nera, proseguita l'anno successivo con La vendetta del mostro. A differenza delle due precedenti pellicole non fu girato in 3D.

## Trama
In seguito alla fuga del Mostro della laguna nera da Ocean Harbor (Florida), un gruppo di scienziati sotto la guida del freddo e avido Dr. William Barton si reca verso le Everglades per catturarlo.
Barton riesce nell'intento, non senza che la creatura prenda accidentalmente fuoco durante una colluttazione. Vivo ma gravemente ustionato, il mostro viene portato sul battello dove i medici dello staff di Barton lo bendano e lo immobilizzano. Il fuoco ha distrutto le squame e le branchie dell’uomo-pesce, che rischia di asfissiare, ma le radiografie mostrano che possiede anche dei primitivi polmoni, che non vengono utilizzati perché chiusi da una membrana. I dottori eseguono così una tracheotomia, liberando i polmoni e permettendogli di respirare fuori dall'acqua, mentre al posto delle squame, con sorpresa dei dottori, si scopre sotto di esse uno strato di pelle simile a quella umana.
Ammaliati dalla creatura e convinti che abbia dei sentimenti, i medici cercano di farle avere un rapporto con gli umani e la ospitano nella tenuta di Barton in California. Il piano però fallisce del tutto: infatti Barton, geloso di Jed Grant, guida della spedizione, che stava intraprendendo una relazione clandestina con sua moglie Marzia, in preda ad un raptus omicida, lo uccide.
Una volta tornato in sé, Barton lascia il corpo di Grant nella recinzione elettrificata dell’uomo-pesce per fargli prendere tutta la colpa del brutale omicidio. Esso avendo assistito al delitto e compresa la situazione, sfonda i reticolati, devasta la villa alla ricerca di Barton e una volta trovato lo uccide senza pietà gettandolo dal balcone, per poi fuggire. Il mattino seguente, il mostro arriva ad una spiaggia dove osserva con rimpianto e affanno le impetuose acque dell'Oceano Pacifico. Il povero uomo-pesce, pur avendo perso la possibilità di respirare in quell’elemento, decide di tornarci, preferendo morire nel suo ambiente naturale.

## Produzione
Il mostro della laguna nera è stato interpretato da due attori, Ricou Browning per le riprese subacquee, e Don Megowan per le scene in terraferma.
Le sequenze e gli ambienti sott'acqua sono stati filmati a Wakulla Springs (Florida), oggi un parco nazionale.
Per non rischiare un flop proprio con l'ultimo capitolo della trilogia e per evitare di lievitare con le spese messe a disposizione, gli Universal Studios presero la decisione di non girare la pellicola in tre dimensioni.
Il produttore William Alland aveva richiesto nuovamente la partecipazione di Jack Arnold alla regia, ma dopo il suo rifiuto puntò su Sherwood, in precedenza collaboratore di Arnold.

## Distribuzione
In Italia, il film, fu distribuito solo nel 1960.